# Horseplay
Horseplay är en australisk film från 2003 i regi av Stavros Kazantzidis med Marcus Graham i huvudrollen.

## Rollista
| Marcus Graham     | – Max MacKendrick      |
| Tushka Bergen     | – Alicia Coxhead       |
| Jason Donovan     | – Henry                |
| Natalie Mendoza   | – Jade                 |
| Abbie Cornish     | – Becky Wodinski       |
| Amanda Douge      | – Grace                |
| Terence Donovan   | – Mr. Perlman          |
| Jacek Koman       | – Roman                |
| Robert Menzies    | – Seamus               |
| Damien Richardson | – Gilles               |
| Bill Hunter       | – Barry Coxhead        |
| Hugo Weaving      | – Berättare (röst)     |
| Alyssa McClelland | – Cindy Perlman        |
| Valda Bucella     | – Helen Laws           |
| Mark Owen-Taylor  | – Charles Winterbottom |